# Cul de Paris
De Cul de Paris (Frans: "kont van Parijs", ook wel eufemistisch "Queue de Paris" oftewel "staart van Parijs") was een modetrend waarbij het zitvlak van de japon werd geaccentueerd en omhoog werd gebracht.
Een Nederlandse vertaling uit 1858 was "valsche stuit" met als toelichting "voormalige modedragt". Toen moesten de tweede en derde periode dat de cul de Paris modieus werd nog komen.

## Geschiedenis
Deze mode kwam rond 1700 op toen de manteau sterk over de achterzijde van de japon werd geplooid. Al eerder was de taille van de vrouw met kussentjes of houten en rieten bouwwerken onder de kleding geaccentueerd maar steeds had men de zijkant, de heupen, breder gemaakt. Nu werden de billen kunstmatig opgehoogd. De bron van de uitdrukking "cul de Paris" en de reden waarom naar de stad Parijs werd verwezen zijn niet duidelijk.

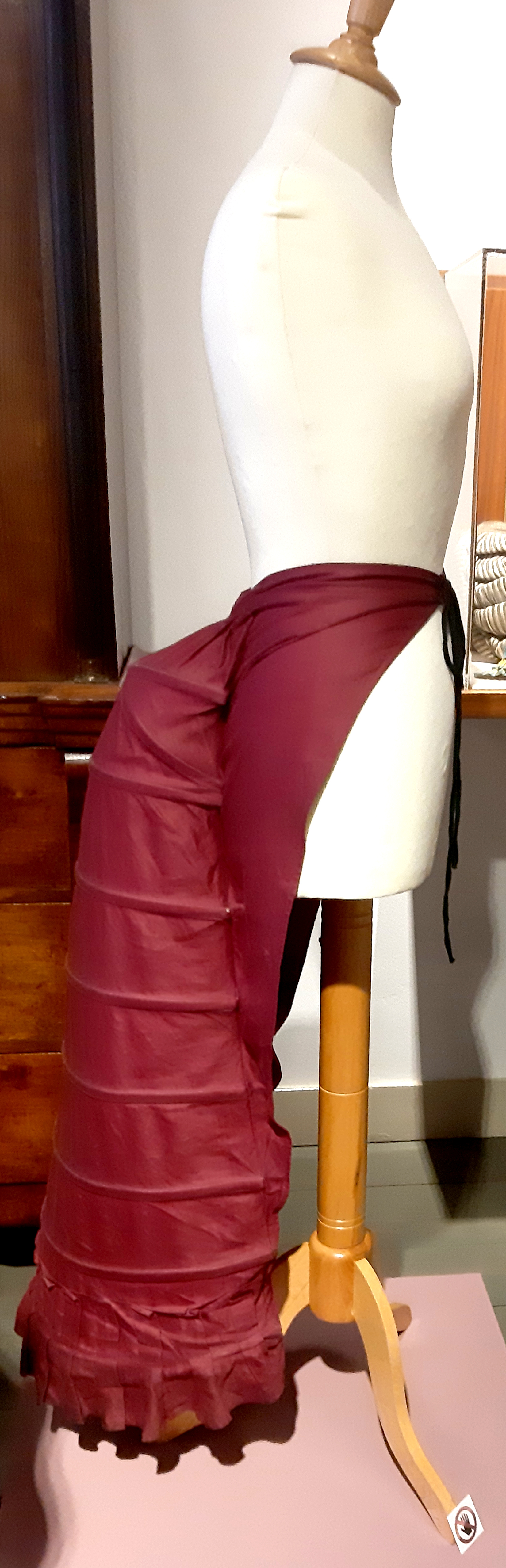
Tournure (1885)

Na 1772 werd de cul voor de tweede maal modieus. Bij de robe à la Polonaise werden de billen opnieuw met aan de tailleband bevestigde kussentjes van gegomd linnen of gesteven gaas en daaroverheen geplooide stof geaccentueerd. Daarna werd de cul ook deel van de robe à l'Anglaise. Rond 1780 geraakte de cul weer uit de mode.
Tussen 1872–1876 en 1882–1886 werd de achterzijde van de japon wederom geaccentueerd. In het preutse victoriaanse tijdperk werd het woord "cul" vermeden, men sprak van de "tournure" en dus wordt in de modegeschiedenis gesproken van de eerste en tweede tournure.
Ook dit was een mode waarbij dames een kunstig met kussentjes opgehoogd zitvlak in hun japons lieten aanbrengen. De cul vervormde het silhouet van een vrouw maar liet de door een corset ingesnoerde taille smaller voorkomen.
De 19e-eeuwse cul de Paris was een van de vele innovaties van de "eerste couturier" Charles Frederick Worth. Hij bracht deze als "cul de crin" aan in de vorm van vlechtwerk waar eerder een kussen van paardenhaar was gebruikt.
In beide gevallen werd deze onpraktische mode alleen door dames uit de hogere standen gedragen.

## Een moderne mode
In de 21e eeuw werd door de Duitse ontwerpster Monika Lees een losjes rond de heup van een vrouw aangebrachte tas op de markt gebracht als een "Cul de Paris" met de opmerking dat daarin alles kan worden opgeborgen dat anders in de schoudertas zou moeten worden meegedragen. Deze cul zou losjes door de mode uit de 18e eeuw zijn geïnspireerd.

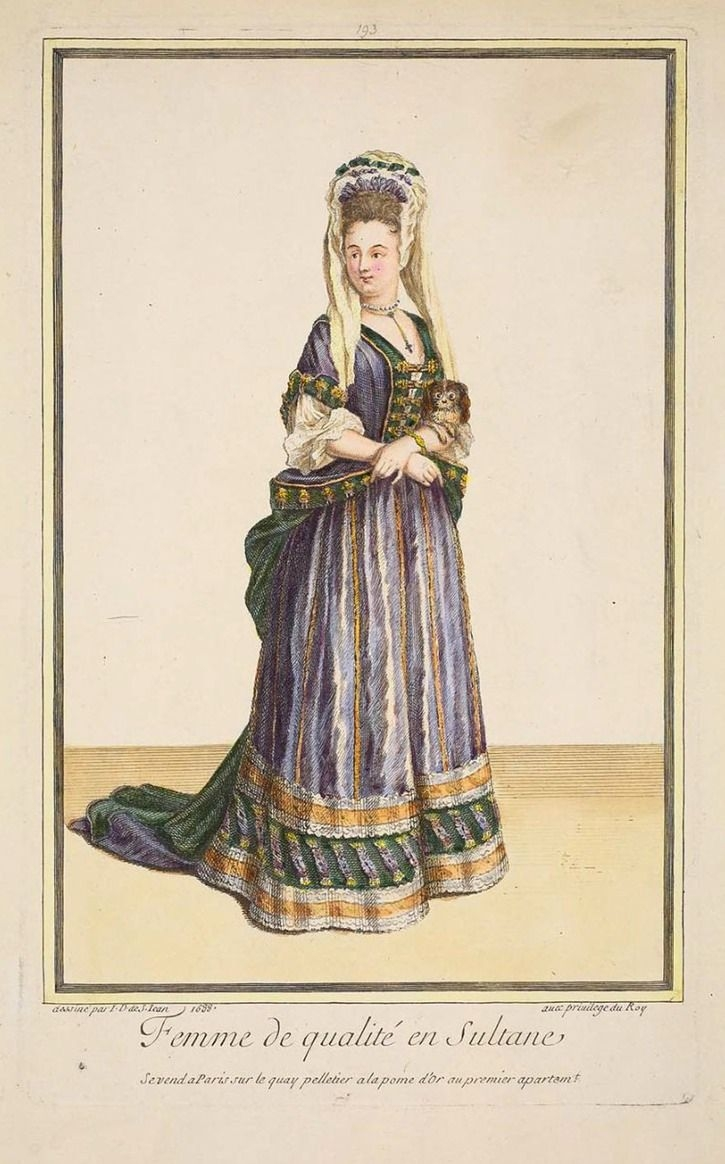
Cul de Paris met manteau en een kapsel à la Fontange (rond 1685-90)
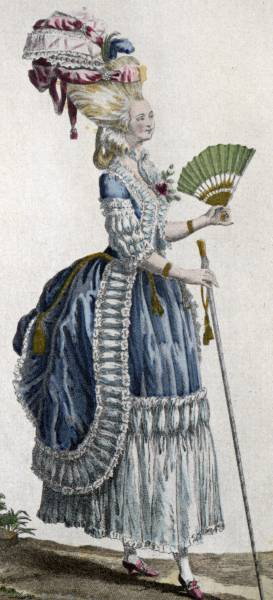
Cul de Paris rond 1775
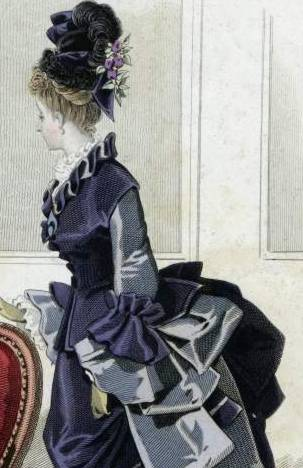
Eerste tournure, rond 1873
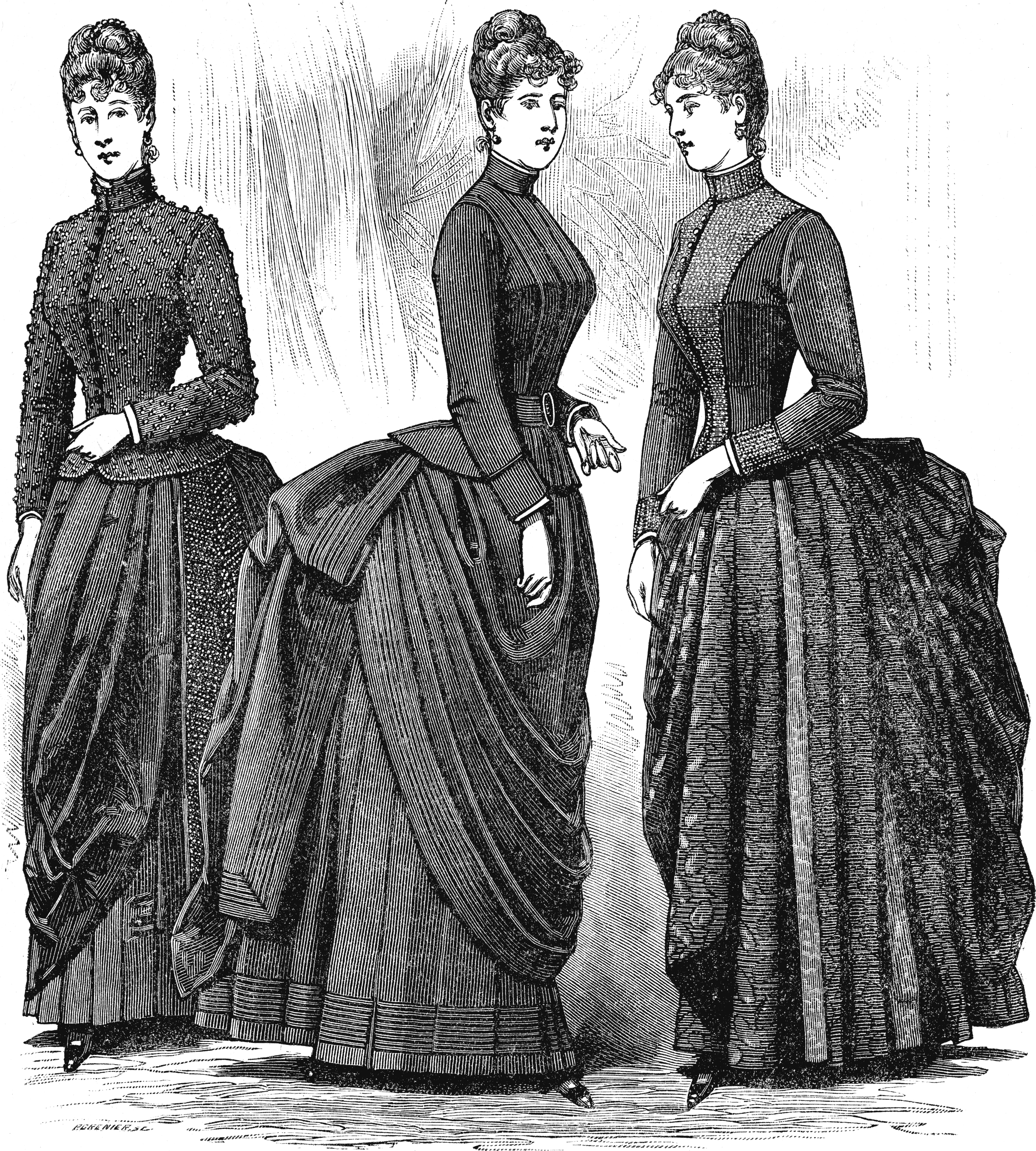
Tweede tournure rond 1886